# Каменно-Ангарское муниципальное образование
Каменно-Ангарское муниципальное образование — муниципальное образование со статусом сельского поселения в
Черемховском районе Иркутской области России. Административный центр — поселок Каменно-Ангарск.

## Демография
По результатам Всероссийской переписи населения 2010 года
численность населения муниципального образования составила 503 человека, в том числе 251 мужчины и 252 женщины.

## Населенные пункты
В состав муниципального образования входят населенные пункты
- Каменно-Ангарск
- Балухарь